# Слупский повет

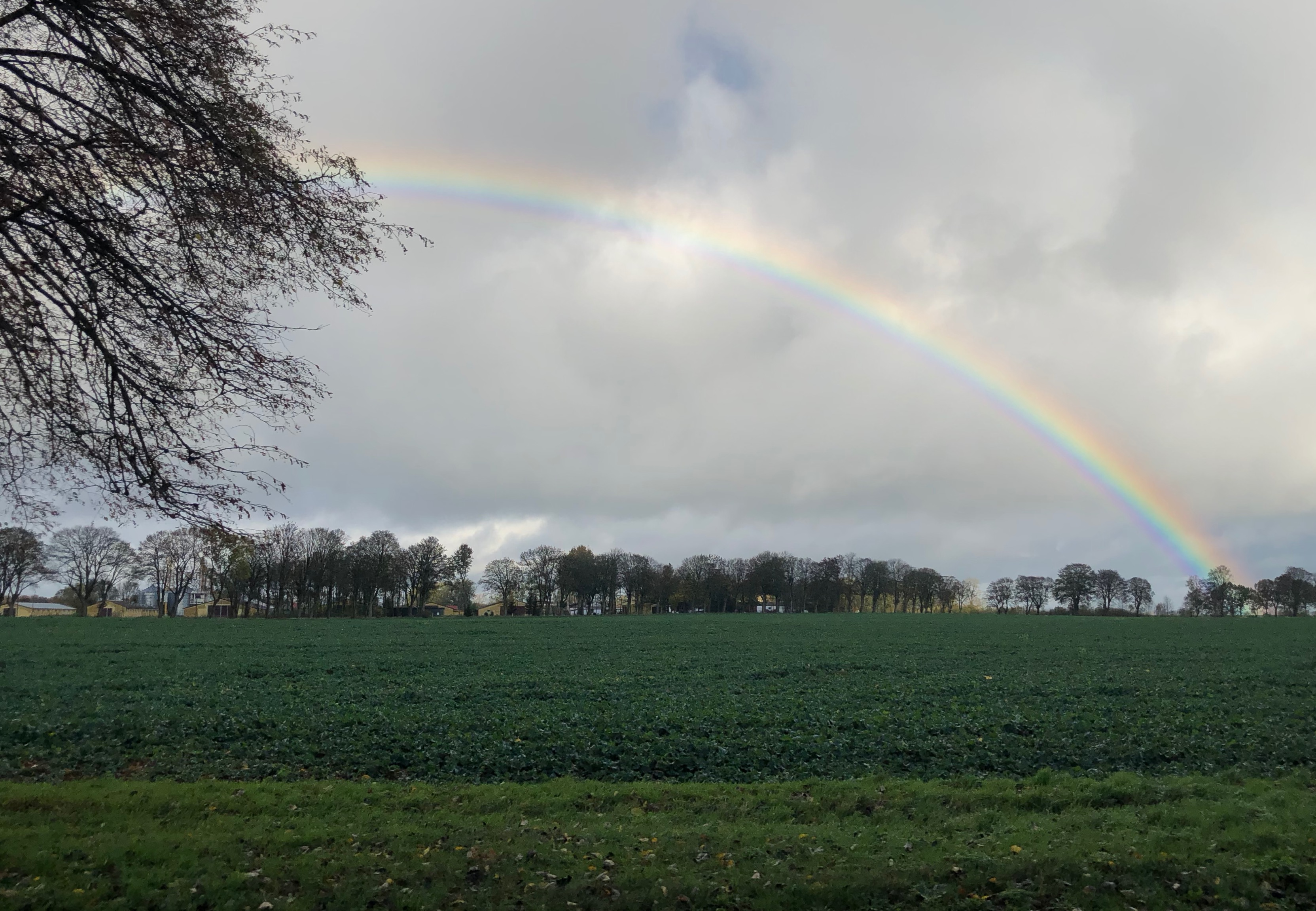
Е28

Слупский повят (пол. Powiat słupski) — повят (район) в Польше, входит как административная единица в Поморское воеводство. Центр повята — город Слупск (в состав повята не входит). Занимает площадь 2304 км². Население — 97 748 человек (на 30 июня 2015 года).

## Административное деление
- города: Устка, Кемпице
- городские гмины: Устка
- городско-сельские гмины: Гмина Кемпице
- сельские гмины: Гмина Дамница, Гмина Дембница-Кашубска, Гмина Глувчице, Гмина Кобыльница, Гмина Потенгово, Гмина Слупск, Гмина Смолдзино, Гмина Устка

## Демография
Население повята дано на 30 июня 2015 года.
| Перепись            | Всего  | Мужчины | Женщины |
| ------------------- | ------ | ------- | ------- |
|                     | чел.   | чел.    | чел.    |
| Всего               | 97 748 | 48 925  | 48 823  |
| Городское население | 19 687 | 9 516   | 10 171  |
| Сельское население  | 78 061 | 39 409  | 38 652  |